# Центральні збройні поліцейські сили
Центральні збройні поліцейські сили (англ. Central Armed Police Forces, CAPF) — це загальна назва централізованих поліцейських організацій, підпорядкованих Міністерству внутрішніх справ Індії .
Технічно організації, що входять до CAPF, мають парамілітарний характер. Раніше CAPF називалася саме «Центральні парамілітарні сили» (англ. Central Para-Military Forces, також використовувалися синонімічні назви «Центральні поліцейські організації» (Central Police Organisations, CPOs), «Парамілітарні сили» (Para-Military Forces, PMF) і «Центральні поліцейські сили» (Central Police Forces, CPF). У 2011 уряд Індії опублікував циркуляр про прийняття єдиної номенклатури для зміни назви на Центральні збройні поліцейські сили. Зміна назви була зроблена з політичних міркувань, щоб покращити міжнародне враження про цю організацію, оскільки в ряді країн під терміном «парамілітарний» маються на увазі бойові формування  .
CAPF поділяється на три групи :
- Прикордонні служби
  - Ассамські стрільці (Assam Rifles, AR): охорона кордону з М'янмою[en], боротьба з повстанцями та правопорядок у північно-східній Індії;
  - Прикордонні сили безпеки (Border Security Force, BSF): охорона демаркаційної лінії з Пакистаном та кордону з Бангладешем[en];
  - Поліція індо-тибетського кордону (Indo-Tibetan Border Police, ITBP): охорона кордону з китайським Тибетом;
  - Сашастра Сіма Бал (Sashastra Seema Bal, SSB): охорона кордонів з Непалом[en] та Бутаном
- Служби внутрішньої безпеки
  - Центральні резервні поліцейські сили (Central Reserve Police Force, CRPF): протидія масовим заворушенням та антипартизанська війна з повстанськими групами, зокрема наксалітами;
  - Центральні сили промислової безпеки (Central Industrial Security Force, CISF): охорона підприємств державного сектору, аеропортів та інших об'єктів критичної інфраструктури, охорона безпеки під час виборів, захист VIP-персон тощо.
- Служба спеціального призначення
  - Гвардія національної безпеки (National Security Guard, NSG): антитерористичний підрозділ.

Спочатку визначення CAPF охоплювало лише п'ять з цих сімох служб, оскільки Ассамські стрільці перебували під оперативним контролем індійської армії, а персонал NSG був повністю відокремлений від інших. Наразі всі сім організацій підпорядковані Міністерству внутрішніх справ і входять до CAPF .
Окрім зазначених вище функцій, усі служби CAPF можуть допомагати поліції в охороні правопорядку та армії в контртерористичних операціях.